# Gil McGregor
Gilbert Ray McGregor, detto Gil (14 giugno 1949), è un ex cestista statunitense, professionista nella NBA.

## Carriera
Dopo aver giocato per la Wake Forest University, nel 1971 fu scelto al Draft NBA al sesto giro dai Cincinnati Royals, con i quali disputò il campionato NBA 1971-72. Nella stagione 1973-74 giocò nel campionato italiano di serie A nelle file dell'Alco Bologna, primo cestista fortitudino ad aver militato nella NBA. Lo si ricorda perché - a causa un incidente estivo che gli aveva procurato guai a un occhio - giocava con gli occhiali.

## Palmarès
- Campione EBA (1973).